# George Gordon, 5:e hertig av Gordon
George Gordon, 5:e hertig av Gordon, född den 2 februari 1770 i Edinburgh, död den 28 maj 1836, var en skotsk adelsman, son till Alexander Gordon, 4:e hertig av Gordon, brorson till George Gordon.
Gordon, som till faderns död 1827 förde titeln markis av Huntly, uppsatte det berömda regementet Gordon Highlanders, vars överste han blev 1796, och avancerade i armén 1819 till general. 
Gift 1813 med den rika arvtagerskan Elizabeth Brodie (1794–1864) men fick inga barn med henne. Han hade dock några illegitima barn, bland andra den senare amiralen Charles Gordon (1798–1878). Med honom utdog därför ättens hertigliga gren. Hans systerson, Charles Gordon-Lennox, 5:e hertig av Richmond ärvde hans egendomar och lade till Gordon på sitt efternamn.